# Anders Christian Wessman
Anders Christian Wessman, död i juli 1731, var skarprättare i Göteborg åren 1725-1731. Han avrättade den 14 april 1725 Maria Romberg och flera av hennes medhjälpare för mordet på hennes make.
Han omnämns i ett protokoll från april 1720 då en kvinna vid namn Margareta Lund hade förlovat sig med två män, varav den ena var Wessman. Med dessa två ska hon fött fyra utomäktenskapliga barn, men Wessman bestred dessa anklagelser och med avlagd ed friades han från det påstådda faderskapet.  
Wessman efterträdde sin far Jonas Wessman som skarprättare när denne avled 1725. Han hade tidigare varit rackardräng och medverkat på flera av faderns avrättningar.  
Den 23 februari 1725 dömdes fyra människor till döden i rådsturätten, en dom som fastställdes av hovrätten den 3 mars 1725. Avrättningen ägde rum på Galgbacken vid Ramnasjön den 14 april 1725, gamla stilen. Räkning för detta inlämnades till Borås stad av Wessman. 
På Wessmans räkning stod följande: 
"Nämligen för Haqvin Windrufvas halshuggande samt steglande......30 dlr smt
För Maria Rombergs (Bobergs hustrus) halshuggande och bålbrännande.....15 dlr smt
För Romans Ingeborgs högra hands avhugggande och halshuggande samt bålbrännande......................20 dlr smt
För pigans Karins halshuggande och nedgrävande.....................10 dlr smt"
Till historien hör att Anders Christian Wessman under en veckas uppskov med avrättningen inhystes hos den dödsdömde Haqvins yngre bror Andreas Wijndruf, som då var 21 år. Denne vigdes för övrigt till präst fyra dagar efter broderns avrättning och blev samma år präst i en svenskbygd vid Delawarefloden, nuvarande New Jersey, där han avled 1728.
Wessman ersattes av Jeremias Skarberg som stadens bödel.